# Marsjön (sjö i Finland)
Marsjön är en sjö i Ingå kommun i Finland.   Den ligger i landskapet Nyland, i den södra delen av landet, 60 km väster om huvudstaden Helsingfors. Marsjön ligger 21,7 meter över havet. I omgivningarna runt Marsjön växer i huvudsak barrskog. Arean är 2,7 kvadratkilometer och strandlinjen är 22,62 kilometer lång. Sjön  ingår i Finska vikens kustområde. 